# Aphyosemion trilineatus
Aphyosemion trilineatus är en fiskart som först beskrevs av Ladiges, 1934.  Aphyosemion trilineatus ingår i släktet Aphyosemion och familjen Nothobranchiidae. IUCN kategoriserar arten globalt som otillräckligt studerad. Inga underarter finns listade i Catalogue of Life.